# Mario León Dorado
Mario León Dorado OMI (ur. 16 marca 1974) – hiszpański duchowny katolicki. prefekt apostolski Sahary Zachodniej od 2013.

## Życiorys
W dniu 24 września 1996 roku wstąpił do zakonu Oblatów (OMI). Święcenia kapłańskie otrzymał 2 czerwca 2001 roku jako członek tegoż zgromadzenia. W dniu 24 czerwca 2013 roku papież Franciszek mianował go prefektem apostolskim Sahary Zachodniej.